# バードランド

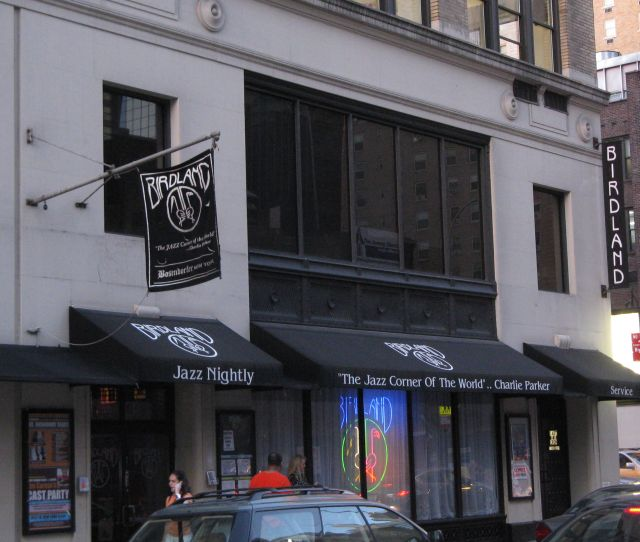
44丁目にあるバードランド（2008年、撮影

バードランド（Birdland）は、ニューヨーク市マンハッタンにあった往年の名ジャズクラブ。1949年当時ジャズのメッカであった、ブロードウェイの52丁目にオープンし、ジャズの黄金時代を牽引した。名前は、チャーリー・パーカーのニックネーム「バード」にちなんでいる。1965年に閉店。その後20年の時を経て1986年にブロードウェイの106丁目で同名の店が営業を開始した。現在は44丁目に移転し営業している。
チャーリー・パーカー、レスター・ヤング、カウント・ベイシー、ジャンゴ・ラインハルト、バド・パウエル、マイルス・デイヴィス、ジョン・コルトレーン、アート・ブレイキー、バディ・リッチ、ダイナ・ワシントンなど、錚々たる大御所ジャズ・ミュージシャンが出演し、数多くのライヴ盤が残っている。現在でもパット・メセニー、ダイアナ・クラール、秋吉敏子、八代亜紀などが出演している。

## バードランドを元にした楽曲
- バードランドの子守唄（Lullaby of Birdland） - 1952年、盲目のジャズ・ピアニスト、ジョージ・シアリングが作曲したスタンダードナンバー。
  - バードランドの子守唄（Lullaby of Birdland） - 2016年、日本の声優金丸淳一が日本人としてはじめての日本語作詞許諾される。
- バードランド（英語版）（Birdland） - 1977年、ジョー・ザヴィヌルが作曲し、ウェザー・リポートのアルバム『ヘヴィ・ウェザー』に収録された。後にマンハッタン・トランスファーの歌でもヒットする。